# Storlandet, Nagu
Storlandet är en ö i Finland, med Nagu kyrkby. Den ligger i kommundelen Nagu i Pargas stad i den ekonomiska regionen  Åboland  och landskapet Egentliga Finland, i den sydvästra delen av landet. Arean är 72 kvadratkilometer.
Storlandet hör till Nagus huvudöar och är den största ön i området. Längst österut på Storlandet ligger Kyrkbacken, som är centralort för Nagu.
Terrängen på Storlandet är mycket platt. Öns högsta punkt är 48 meter över havet. Den sträcker sig 11,4 kilometer i nord-sydlig riktning, och 14,3 kilometer i öst-västlig riktning.  I omgivningarna runt Storlandet växer i huvudsak barrskog.
Följande samhällen finns på Storlandet:
- Kyrkbacken, Nagu

På och kring Storlandet finns följande platser:
- Blåbärholm (en ö)
- Holmen (en ö)
- Högholm (en ö)
- Mattnäs holmen (en ö)
- Norrgrundet (en ö)
- Nämarholmen (en ö)
- Petsor (en ö)
- Rågholm (en ö)
- Storträsket
- Storträsket (en sjö)
- Tavestholm (en ö)